# Mia Martini
Mia Martini [ˈmiːa marˈtiːni], znana także jako Mimì Bertè, właśc. Domenica Bertè [doˈmeːnika berˈte] (ur. 20 września 1947 w Bagnarze Calabrze, zm. 12 maja 1995) – włoska piosenkarka i aktorka.
Martini urodziła się i mieszkała w Bagnarze Calabrze, następnie wraz z siostrą Loredaną i jej przyjacielem Renato Zero przeprowadziła się do Rzymu. Swoje pierwsze utwory wydawała pod pseudonimem Mimì Berté.
W 1977 roku reprezentowała Włochy podczas 22. Konkursu Piosenki Eurowizji z utworem „Liberà”, z którym zajęła 13. miejsce. W 1992 roku ponownie została eurowizyjna reprezentantką kraju, tym razem w finale 37. Konkursu Piosenki Eurowizji z numerem „Rapsodia”, z którym zajęła 4. miejsce z łączną liczbą 111 punktów.
Zmarła z powodu zatrzymania akcji serca 12 maja 1995 roku.

## Dyskografia
Opracowano na podstawie materiału źródłowego.
- Oltre la collina (1971)
- Nel mondo,una cosa (1972)
- Il giorno dopo (1973)
- È proprio come vivere (1974)
- Sensi e controsensi (1975)
- Un altro giorno con me (1975)
- Che vuoi che sia... se t' ho aspettato tanto (1976)
- Per amarti (1977)
- Danza (1978)
- Mimì (1981)
- Quante volte... ho contato le stelle (1982)
- Miei compagni di viaggio (1983)
- Martini Mia (1989)
- La mia razza (1990)
- Mi basta solo che sia un amore (1991)
- Mia Martini in concerto (da un'idea di Maurizio Giammarco) (1991)
- Lacrime (1992)
- Rapsodia Il meglio di Mia Martini (1992)
- La musica che mi gira intorno (1994)